# Сухая Россошь (хутор)
Сухая Россошь — хутор в Подгоренском районе Воронежской области.
Входит в состав Берёзовского сельского поселения.

## География

### Улицы
- ул. Механизаторов
- ул. Полевая

## Население
| 2010 |
| ---- |
| 211  |